# Czernichowo Górne
Czernichowo Górne (biał. Верхняе Чэрніхава; ros. Верхнее Чернихово) – wieś na Białorusi, w obwodzie brzeskim, w rejonie baranowickim, w sielsowiecie Wolna.
Dawniej majątek ziemski będący własnością Rdułtowskich. W dwudziestoleciu międzywojennym leżał w Polsce, w województwie nowogródzkim, w powiecie baranowickim.
We wsi znajduje się parafialna cerkiew prawosławna pw. św. Paraskiewy.

## Urodzeni w Czernichowie Górnym
- Konstanty Rdułtowski – polski ziemianin, polityk, działacz społeczny, poseł i senator w II RP[3].